# Micrathena pilaton
Micrathena pilaton är en spindelart som beskrevs av Levi 1985. Micrathena pilaton ingår i släktet Micrathena och familjen hjulspindlar.
Artens utbredningsområde är Ecuador. Inga underarter finns listade i Catalogue of Life.